# 시트로박터 아말로나티쿠스
시트로박터 아말로나티쿠스(Citrobacter amalonaticus)는 인간의 병원균으로 알려진 그람 음성의 세균 종으로, 신생아 수막염이나 잠재적으로 위장염을 유발할 수 있다. 요로를 감염시키는 것으로도 알려져 있다.